# Медоборы
Медобо́ры (Подо́льские То́втры) — сильно расчленённые, скалистые известняковые гряды. Часть единого горного кряжа Товтры, который появился не в результате тектонических процессов, а образован живыми организмами — коралловыми полипами.

## География

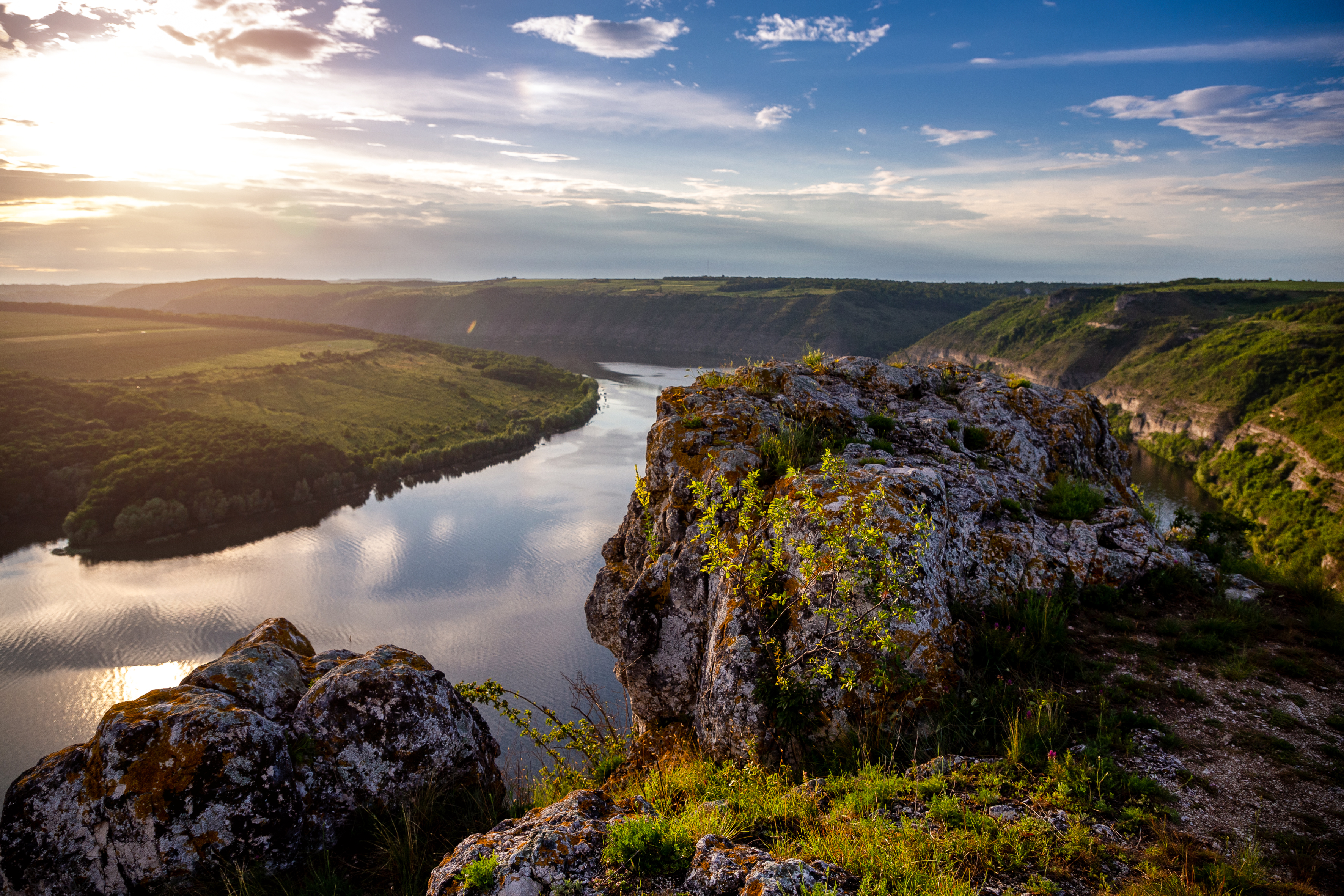
Медоборский пейзаж

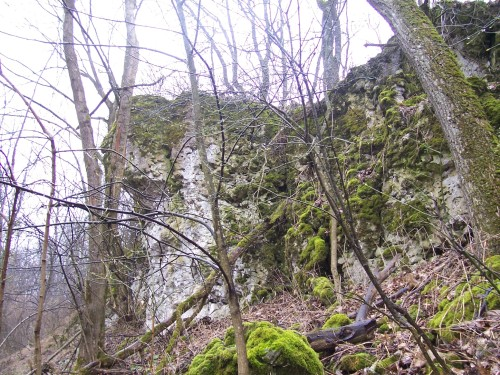
Скалистые склоны у горы Богит

Холмистый, высотой 350—440 м, комплекс медоборских гор простирается с северо-запада на юго-восток от пгт Подкамень Львовской области через Збараж, Скалат, Сатанов, Каменец-Подольский до Днестра. Длина Товтрового кряжа — около 200 км, из них 110 километров проходит по территории Тернопольской области. Со всех сторон гряды возвышаются отдельные холмы с острыми скалистыми вершинами, а также с пологими вершинами. Юго-западные склоны крутые, северо-восточные пологие.
Основные горы в пределах Галиции: Гонтова (422), Крайний Камень (431), Зембова (431), Бабина (440), Сабариха (355), Скала (417), Белый Камень (350), Острая Могила (398), Окно, Янцова (410), Богит (414). Самая высокая вершина — гора Бабина (440,2 м н.у.м.).
В Товтрах был один из крупнейших языческих религиозно-культурные комплексов — Збручский культовый центр (Бохит, Звенигород, Говда).

## Геология

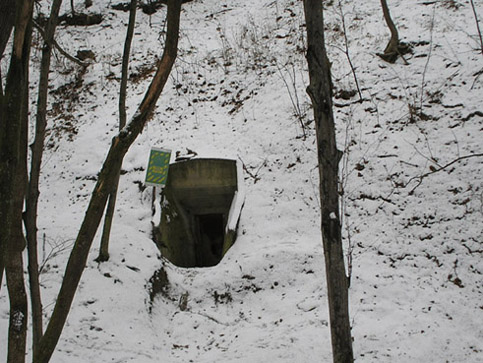
Вход в пещеру Оптимистическая

В далёком геологическом прошлом Медоборы были морским рифом и простирались вдоль восточного побережья тёплого Сарматского моря, которое занимало территорию современной Подольской возвышенности. Риф образовался из отложений скелетов древних моллюсков, кораллов, мшанок, различных водорослей и других организмов.
Под влиянием горообразования в Карпатах территория Подольской возвышенности поднялась, море отступило на юго-восток. По его бывшему дну остался риф в виде горной гряды. Позже, в условиях теплого климата, на ее склонах развилась разнообразная растительность.
В Медоборах много карстовых пещер, в том числе на территории Тернопольской области расположена самая длинная карстовая пещера в мире — Оптимистическая.
Занесена в Книгу рекордов Гиннеса как самая длинная в мире гипсовая пещера, самая длинная пещера Евразии и пятая по длине среди пещер мира.